# Aeroporto Internacional Nelson Mandela
O Aeroporto Internacional da Praia (ICAO: GVNP / IATA: RAI), renomeado em 2012 para Aeroporto Internacional Nelson Mandela, localiza-se na ilha de Santiago, a cerca de 3 km a nordeste do centro da cidade da Praia, capital de Cabo Verde. Veio substituir em 6 de outubro de 2005 o antigo aeroporto Francisco Mendes. Dispõe de pista com 2.100 m de comprimento por 45 m de largura, que lhe permite receber aeronaves de médio porte, por exemplo, do tipo B737 e B757, da fabricante Boeing, A310 e A320 da fabricante Airbus. Está a altitude de 95 m ao nível do mar.

## Estatísticas
Ver a consulta original do Wikidata.